# Передергина
Переде́ргина — деревня в Кетовском районе Курганской области, входит в состав Большечаусовского сельсовета.

## География
Находится на реке Тобол, поблизости от автодороги Р-254 («Иртыш») на трассе Челябинск — Курган — Омск — Новосибирск, являющейся частью европейского маршрута E30.

### Улицы деревни
- Береговая улица
- Вишнёвая улица
- Колхозная улица
- Луговая улица
- Медовая улица
- Новая улица
- Свадебная улица
- Северная улица
- Песчаная улица
- Рябиновая улица
- Улица Одино
- Улица Пичугина
- Уральская улица
- Южная улица

3 микрорайона
- Зелёный микрорайон
- Родниковый микрорайон

## История
Деревня Передергина при реке Тобол основана в 1769 году крестьянином Алексеем Васильевичем Высыпковым (1717 – 1798 гг.), переселившимся из деревни Бакланской Иковской слободы. До 1785 г. деревня приписывалась к Иковской слободе, с 1786 г. по 1923 г. входила в Падеринскую волость. Численность населения по материалам народных переписей: в 1782 году – 13 дворов с населением 105 человек. В 1795 году – 15 дворов с населением 111 человек, в 1868 году 54 двора с населением 280 человек». Происхождение названия деревни не установлено. О значении названия деревни имеется версия в «Топонимическом словаре»: «Одна, Одино – так не редко называют отдельные части села и деревни. Изначально так называлось одиночное поселение, может, новый человек приезжал или своего земляка отселяли. Если вокруг кто-нибудь селился или образовывалась деревня, то за ней сохранялось это название. Если срастались с селом, то название закреплялось за крайней деревней. Название происходит от географического термина, распространенного в Приуралье и Прикамье в значении «одинокое жилище, небольшая деревня». Деревня Передергина в «Обзоре экономического и сельскохозяйственного состояния Курганского округа» за 1895 г. не значится, но в описании деревни Передергина есть запись: «Деревня расположена в сторону от почтовой и просёлочной дороги, при истоке р. Тобола – «Старица, на левом составляет выселок Одино в 80 саж., где исток впадает в Тобол». Предположительно, выселок Одино и есть деревня Передрегина. Н. О. Осипов в работе «Экономический быт государственных крестьян Курганского округа» отмечал, что «в деревне Передрегиной развит бондарный промысел…». В деревне этим промыслом занимались 75 процентов хозяйств, причём несколько семей было занято исключительно сбытом этих изделий, развозя их по селениям и торжкам. Из «Списка населённых мест Тобольской губернии» за 1904 г.: «В деревне торговая лавка; 88 дворов, мужчин 212, женщин 239. Расстояние от деревни до уездного города 20 верст, до волостного правления 2 версты. Деревня расположена на проселочной дороге».

### Субъекты инфраструктуры
- СНТ СТ Раздолье
- Благодатное СНТ
- Территория СТ Благодатное

## Население
| 1989 | 2002 | 2010 |
| ---- | ---- | ---- |
| 104  | ↗120 | ↗136 |